# Südkoreanische Luftwaffe
Die südkoreanische Luftwaffe oder auch Luftwaffe der Republik Korea (kor. 대한민국공군, Hanja 大韓民國空軍, rev. Daehanminguk Gonggun, MR Taehanmin'guk Konggun, englisch Republic of Korea Air Force, abgekürzt ROKAF) ist die Luftstreitmacht der Streitkräfte von Südkorea.
Sie untersteht der Befehlsgewalt des Verteidigungsministeriums Südkoreas. Die ROKAF besitzt ungefähr 759 Flugzeuge US-amerikanischen und südkoreanischen Ursprungs. Derzeitiger Oberkommandierender ist General Lee Seong-yong.

## Organisation
- Republic of Korea Air Force Headquarters

- Air Force Operations Command

- 5th Airlift Wing
- 15th Special Activity Wing
- 30th Air Defense and Control Group
- 6th Combat Control Team/Combat Search And Rescue Squadron

- Air Force Northern Combat Command

- 8th Fighter Wing
- 10th Fighter Wing
- 17th Fighter Wing
- 18th Fighter Wing

- Air Force Southern Combat Command

- 1st Fighter Wing
- 11th Fighter Wing
- 16th Fighter Wing
- 20th Fighter Wing

- Air Defence Artillery Command

- 1st Air Defence Artillery Brigade
- 2nd Air Defence Artillery Brigade
- 3rd Air Defence Artillery Brigade

- Air Force Logistics Command

- Maintenance Depots
- Supply Depots
- Transportation Groups

- Air Force Education & Training Command

- Air Force University
- Basic Military Training Wing
- 3rd Flying Training Wing
- Air Force High School of Technology
- Technical Schools

- Aerospace Projects Group
- Aerial Combat Development Group
- Air Force Academy

## Aktuelle Ausrüstung

### Flugzeuge
Stand: Ende 2024
| Typ                                   | Herkunft               | Verwendung                   | Version          | Aktiv          | Bestellt       | Anmerkungen                              |
| Kampfflugzeuge                        | Kampfflugzeuge         | Kampfflugzeuge               | Kampfflugzeuge   | Kampfflugzeuge | Kampfflugzeuge | Kampfflugzeuge                           |
| ------------------------------------- | ---------------------- | ---------------------------- | ---------------- | -------------- | -------------- | ---------------------------------------- |
| Northrop F-5 Freedom Fighter          | Vereinigte Staaten     | Jagdflugzeug                 | F-5E Tiger II    | 138            |                | Wird ersetzt                             |
| Boeing F-15 Eagle                     | Vereinigte Staaten     | Mehrzweckkampfflugzeug       | F-15K Slam Eagle | 59             |                |                                          |
| General Dynamics F-16 Fighting Falcon | Vereinigte Staaten     | Mehrzweckkampfflugzeug       | F-16C            | 118            |                |                                          |
| Lockheed Martin F-35 Lightning II     | Vereinigte Staaten     | Mehrzweckkampfflugzeug       | F-35A            | 38             |                | 19 weitere geplant                       |
| KAI T-50 Golden Eagle                 | Südkorea               | Mehrzweckkampfflugzeug       | FA-50            | 60             |                |                                          |
| KAI KF-21 Boramae                     | Südkorea               | Mehrzweckkampfflugzeug       |                  |                | 20             | Insgesamt 120 als Ersatz der F-4 geplant |
| Transport- und Spezialflugzeuge       |                        |                              |                  |                |                |                                          |
| Lockheed C-130 Hercules               | Vereinigte Staaten     | Taktisches Transportflugzeug | C-130HC-130J     | 124            |                |                                          |
| CASA CN-235                           | Spanien Indonesien     | Taktisches Transportflugzeug |                  | 18             |                |                                          |
| Embraer C-390 Millennium              | Brasilien              | Taktisches Transportflugzeug |                  |                | 3              |                                          |
| Aero Commander 500                    | Vereinigte Staaten     | Transportflugzeug            | Twin Commander   | 1              |                |                                          |
| Boeing 737                            | Vereinigte Staaten     | Geschäftsreiseflugzeug       | 737-300          | 1              |                |                                          |
| Boeing 747                            | Vereinigte Staaten     | Geschäftsreiseflugzeug       | 747-8            | 1              |                | geleast                                  |
| Airbus A330 MRTT                      | Europäische Union      | Transport- und Tankflugzeug  |                  | 4              |                |                                          |
| Boeing 737 AEW&C                      | Vereinigte Staaten     | AWACS                        |                  | 4              |                |                                          |
| Hawker 800                            | Vereinigtes Königreich | Aufklärungsflugzeug          |                  | 8              |                |                                          |
| Dassault Falcon 2000                  | Frankreich             | Elektronische Kampfführung   |                  | 2              | 4              |                                          |
| Schulflugzeuge                        |                        |                              |                  |                |                |                                          |
| Northrop F-5 Freedom Fighter          | Vereinigte Staaten     | Strahltrainer                | F-5F Tiger II    | 29             |                |                                          |
| General Dynamics F-16 Fighting Falcon | Vereinigte Staaten     | Strahltrainer                | F-16D            | 49             |                |                                          |
| Lockheed Martin F-35 Lightning II     | Vereinigte Staaten     | Strahltrainer                | F-35A            | 2              |                |                                          |
| KAI T-50 Golden Eagle                 | Südkorea               | Strahltrainer                | T-50/ T-50BTA-50 | 6025           | 017            |                                          |
| KAI KT-1 Ungbi                        | Südkorea               | Anfängerschulflugzeug        |                  | 103            |                |                                          |
| KAI KC-100 Naraon                     | Südkorea               | Anfängerschulflugzeug        |                  | 23             |                |                                          |

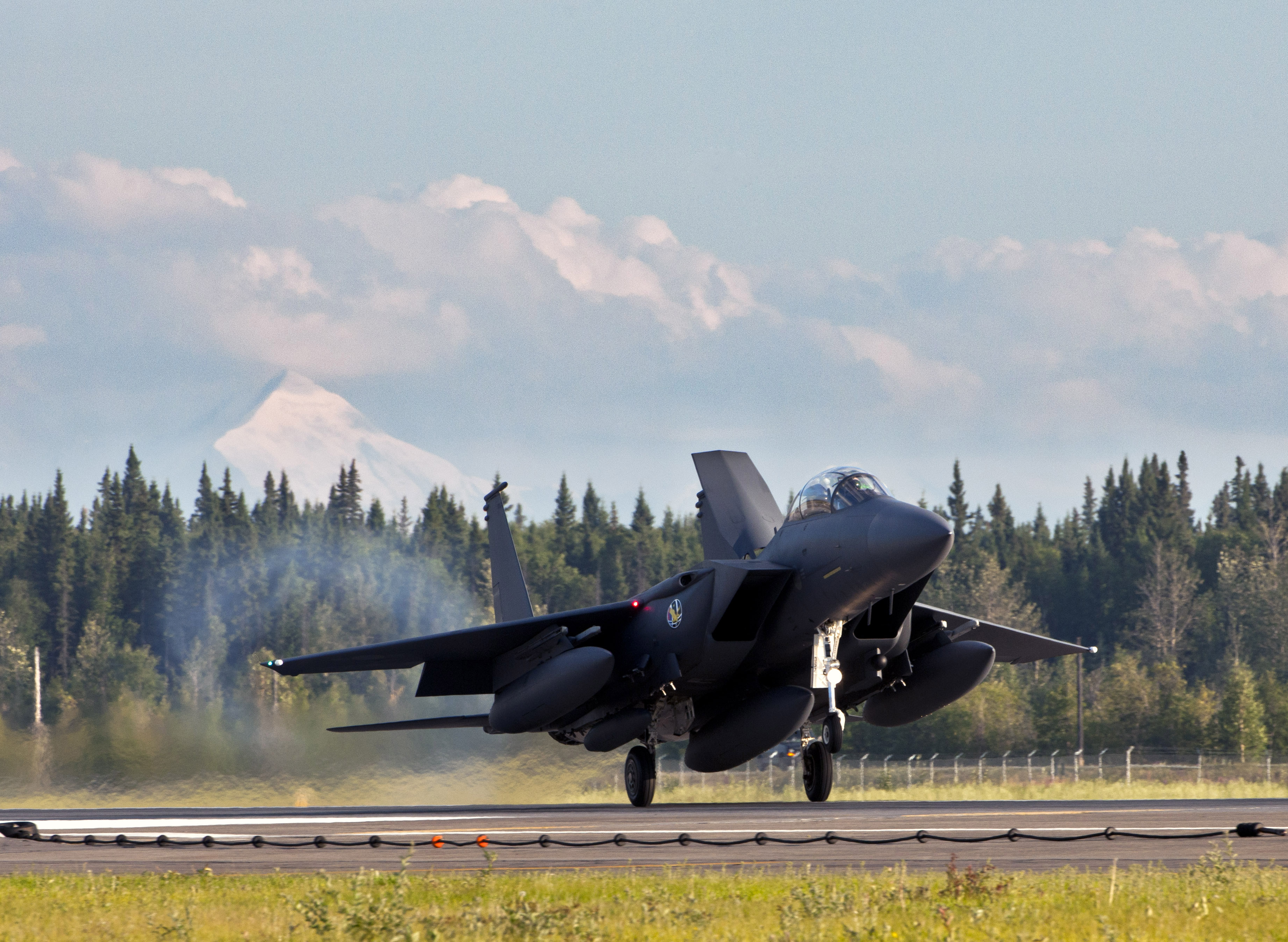
F-15 bei der Landung

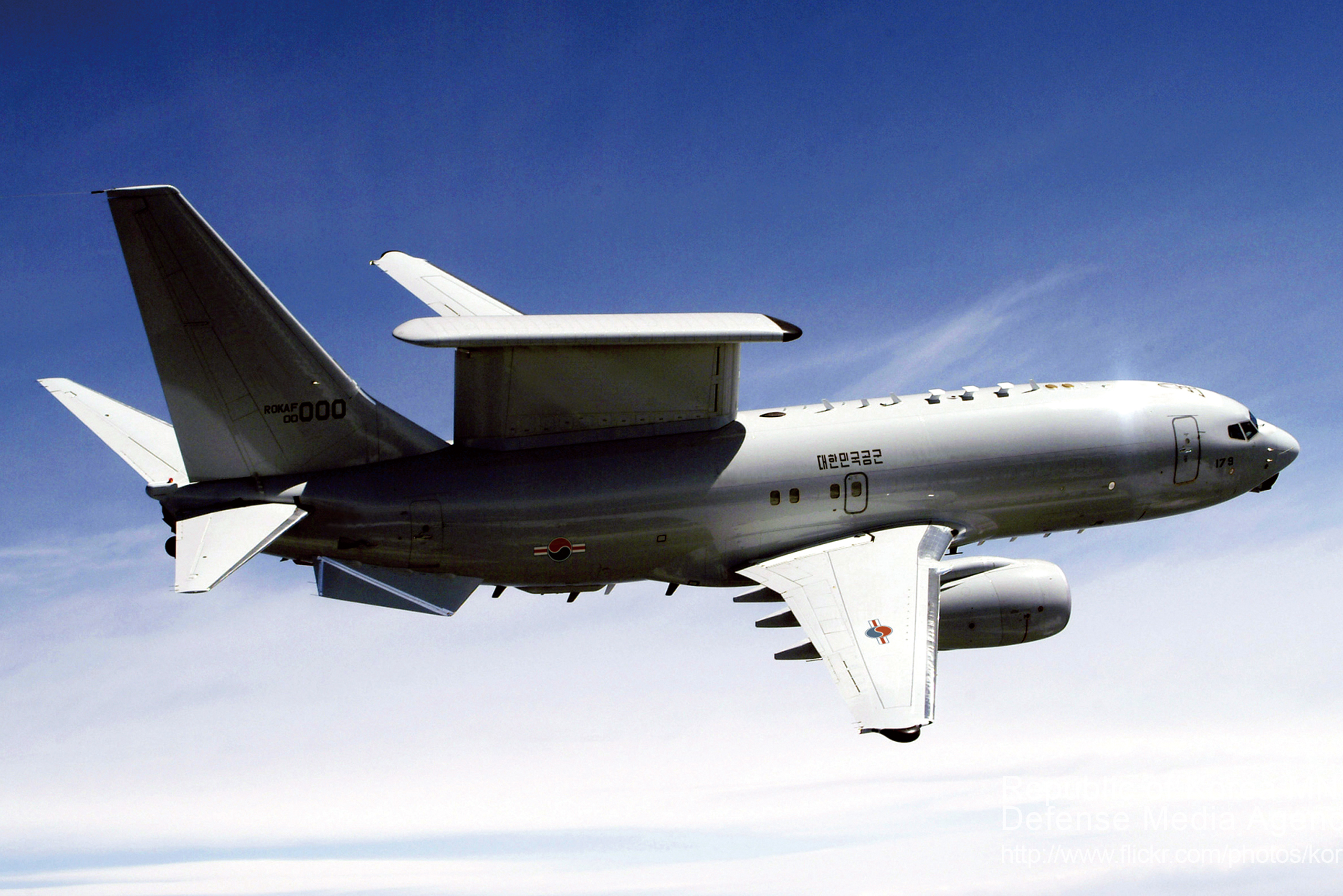
Boeing 737 AEW&C AWACS-Luftaufklärer der Südkoreanischen Luftwaffe

Ehemalige Flugzeuge: McDonnell F-4 Phantom II

### Hubschrauber

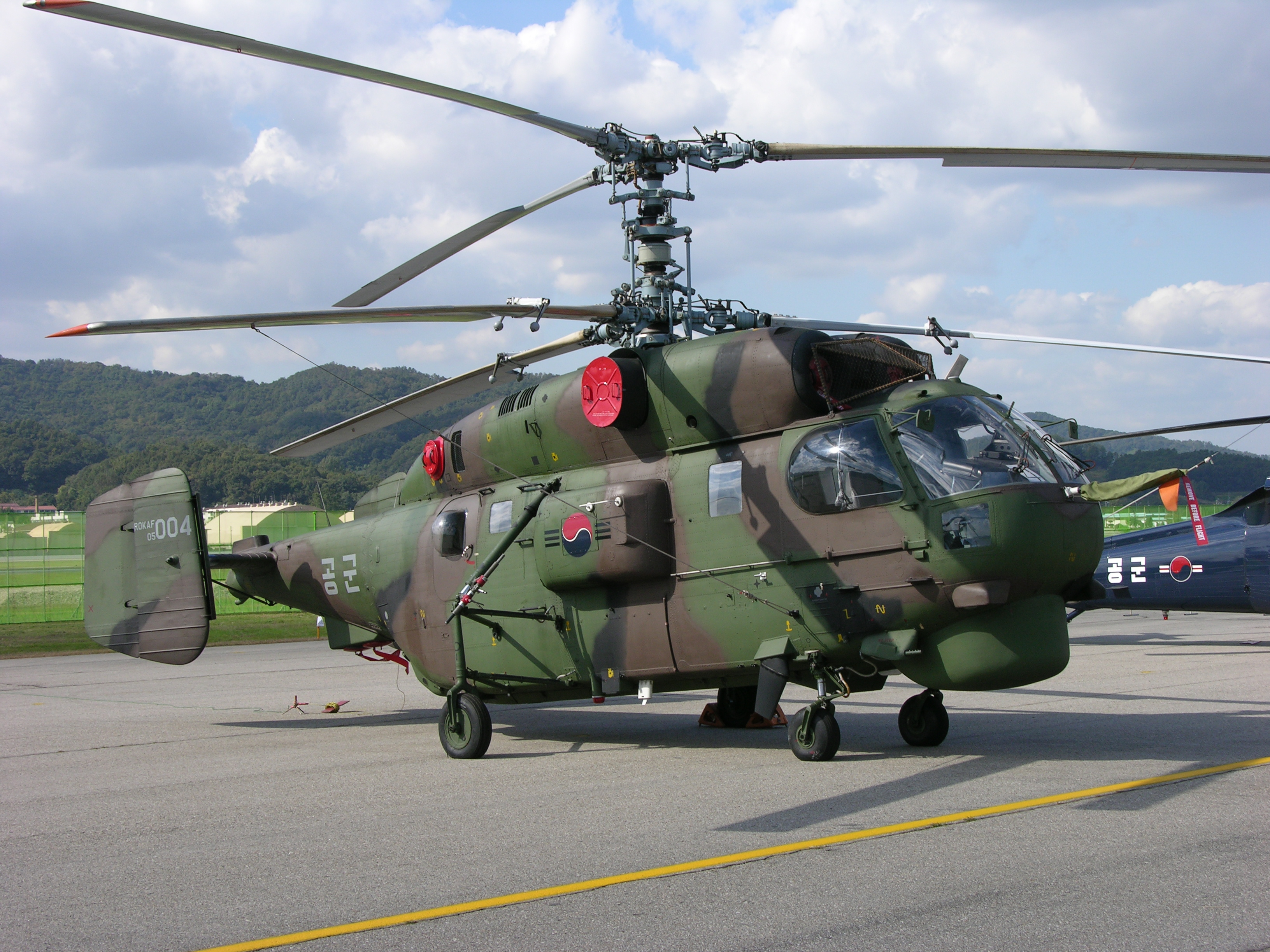
Kamow Ka-32

Stand: Ende 2024
| Typ                            | Herkunft           | Verwendung                           | Version   | Aktiv | Bestellt | Anmerkungen |
| ------------------------------ | ------------------ | ------------------------------------ | --------- | ----- | -------- | ----------- |
| Bell 412                       | Vereinigte Staaten | Leichter Mehrzweckhubschrauber       |           | 3     |          |             |
| MD500                          | Vereinigte Staaten | Leichter Mehrzweckhubschrauber       |           | 25    |          |             |
| Boeing CH-47 Chinook           | Vereinigte Staaten | Mittelschwerer Transporthubschrauber | CH-47D    | 9     |          |             |
| Aérospatiale AS 332 Super Puma | Frankreich         | Mittelschwerer Transporthubschrauber |           | 3     |          |             |
| Kamow Ka-32                    | Russland           | Mittelschwerer Transporthubschrauber |           | 7     |          |             |
| Sikorsky UH-60 Black Hawk      | Vereinigte Staaten | Mittelschwerer Transporthubschrauber | S-70HH-60 | 17    |          |             |

### Unbemannte Luftfahrzeuge
Stand: Ende 2024
| Typ                       | Herkunft           | Verwendung            | Version | Aktiv | Anmerkungen |
| ------------------------- | ------------------ | --------------------- | ------- | ----- | ----------- |
| Northrop Grumman RQ-4     | Vereinigte Staaten | Langstreckenaufkläung | RQ-4B   | 4     |             |
| KAI RQ-101 Night Intruder | Südkorea           | Aufklärung            |         |       |             |
| IAI Searcher              | Israel             | Aufklärung            |         | 3     |             |

### Waffensysteme
Stand: Ende 2024
Flugabwehr:
- 48× M902 Patriot PAC-3 CRI ()
- 72× KM-SAM (/)
- 4× KM-SAM II ()
- K30 Biho ()

Luft-Luft-Raketen:
- AIM-7 Sparrow ()
- AIM-9 Sidewinder ()
- AIM-120 B/C-5/7 AMRAAM ()

Luft-Boden-Raketen:
- AGM-65 A Maverick ()
- AGM-88 HARM ()
- AGM-130 ()

Seezielflugkörper:
- AGM-84 L Harpoon Block II ()

Marschflugkörper:
- AGM-84H SLAM-ER ()
- KEPD-350 Taurus (/ )
- Korea Air-Launched Cruise Missile ()

Bomben:
- JDAM ()
- SDB ()
- KGGB ()
- Spice 2000 ()
- GBU-28 ()
- GBU-12 Paveway II ()

Loitering Weapon:
- IAI Harpy ()